# V, le Signe de la victoire
Pour plus de détails, voir Fiche technique et Distribution.
V, le Signe de la victoire (The Purple V) est un film américain réalisé par George Sherman, sorti en 1943.

## Fiche technique
- Titre français : V, le Signe de la victoire[2]
- Titre original : The Purple V
- Réalisation : George Sherman
- Scénario : Curt Siodmak, Bertram Millhauser (en) et Robert R. Mill
- Décors : Otto Siegel
- Photographie : Ernest Miller
- Musique : Mort Glickman (en)
- Pays de production : États-Unis
- Format : Noir et blanc - 1,37:1
- Genre : guerre
- Durée : 58 minutes
- Date de sortie : 
  - États-Unis : 1943
  - France : 30 avril 1952[2]

## Distribution
- John Archer : Jimmy Thorne
- Mary McLeod : Katti Forster
- Fritz Kortner : Thomas Forster
- Rex Williams : Paul Forster
- Kurt Katch (en) : Johann Keller
- Walter Sande : Otto Horner
- Wilhelm von Brincken (en) : Colonel von Ritter
- Peter Lawford : Roger
- Kurt Kreuger : Walter Heyse